# Christophe Bourdon
Pour les articles homonymes, voir Christophe Bourdon (natation) et Bourdon.
Christophe Bourdon, né à Dinant le 18 mars 1974, est un journaliste, scénariste et réalisateur belge.

## Télévision
Christophe Bourdon est devenu populaire auprès du grand public grâce au jeu télévisé Tout le monde veut prendre sa place, animé par Nagui sur France 2 (et diffusée en Belgique par la RTBF). En remportant 130 victoires à ce jeu sur 133 participations entre le 27 janvier et le 10 juin 2010, il a été pendant six mois le recordman du nombre de victoires dans un jeu télévisé. Il part avec 157 700 €, une voiture, trois voyages au soleil, et d'autres cadeaux. Son record a ensuite été battu par d’autres candidats.
Avant cet épisode, il avait déjà travaillé pour le petit écran, mais en tant que scénariste. Il a été l'auteur d'Olivier Laurent à l'époque de Ma télé bien-aimée sur la RTBF et il a coécrit la série Fitness Senteur, créée par Armelle Lesniak pour la Télévision suisse romande (TSR) en 2008.
Il travaille aujourd'hui encore pour la télévision publique belge. Il a participé aux émissions suivantes : Le Journal des francofolies (2010), Sans Chichis (2010-2011), Ciné Station (2010-2011) et On n'est pas des pigeons ! (2011-2016).
Il est également un des auteurs de l'émission Le Grand Cactus.
En 2019 et 2020, il coécrit la cérémonie des Magritte, et réalise les capsules humoristiques de la soirée, mettant en scène Alex Vizorek, Florence Foresti, Antoine de Caunes, Jérôme Commandeur, Édouard Baer, Kody, Julie Gayet...
En 2019, il coécrit la cérémonie des Molières, et réalise les capsules humoristiques de la soirée, mettant en scène Alex Vizorek, François Morel, Michel Drucker, Agnès Soral, Christian Hecq...

## Radio
Durant l'été 2010, il a présenté la chronique humoristique quotidienne Les Vacances de Monsieur Bourdon sur Vivacité (RTBF). Mais il a aussi scénarisé une série de capsules humoristiques intitulée Le Mail d'Armelle pour la station française MFM. En 2011, il rejoint la troupe des Enfants de Chœur et le 8-9 sur Vivacité.
En 2013, il intègre l'équipe de C'est presque sérieux, sur La Première. Depuis 2019, il a une chronique hebdomadaire dans la matinale de La Première, intitulée "Le dard du Bourdon".
Il est un des auteurs d'Alex Vizorek pour France Inter.

## Presse écrite
De 2009 à 2012, il est journaliste à La Meuse, l'édition namuroise du groupe de quotidiens de Sud Presse où il tient la rubrique culture du lundi. Il signe aussi un billet d'humeur hebdomadaire dans les éditions namuroise et dinantaise de Vlan. En 2011, il signe quatre volumes de la collection Quiz Party, trois cents questions originales avec trois niveaux de difficulté édités par Oneplusone : cinéma des années 1980, des années 1990 et des années 2000 ainsi qu'un volume culture sexe sortis en France et en Belgique. En 2012, il sort un cinquième quiz intitulé Phrases cultes.

## Cinéma
Christophe Bourdon a collaboré à plusieurs courts-métrages de Xavier Diskeuve, en tant qu'assistant réalisateur (La Chanson-chanson), figurant (Revolution) ou comédien (Mon cousin Jacques). Il est aussi apparu dans Le Con de François Paquay, où il ne tient pas le rôle-titre.
Il a coécrit le film Le Négociant, comédie policière belge de 2009 diffusée dans différents festivals, sur France 2, la RTBF et BeTV. Le Négociant a obtenu le prix du public lors du festival Média 10-10 en octobre 2009.
En 2014, il réalise son premier court métrage (dont il est également le scénariste), Le Zombie au vélo, produit par Les Films du Carré, un drame social humoristique qui met en scène un zombie obligé de trouver un travail, mais qui n'aime que son vélo. Sélectionné et présenté pour la première fois en 2015 lors du 33e Festival international du film fantastique de Bruxelles, le film y a obtenu deux premiers prix (le Prix de la Critique et le Prix de la RTBF), avant de truster une nouvelle récompense (Prix d'interprétation à Olivier Bonjour, l'acteur incarnant le zombie) à Paris, au festival Le court en dit long.

### Filmographie partielle
- 2014 : Jacques a vu de Xavier Diskeuve

## Musique
En 2004, il a cofondé le groupe de rock Feel the noïzz dans lequel il était le batteur, le parolier et la deuxième voix. En juin 2010, ils ont sorti le single Même pas mal que Christophe Bourdon a écrit et interprété en version belge et française. Le titre est devenu double disque d'or en Belgique. Christophe Bourdon a quitté le groupe le 10 août 2010.

## Récompenses
Il devait être nommé citoyen d'honneur de la ville de Namur, sa ville de résidence qu'il avait lui-même mise à l'honneur à de nombreuses reprises dans l'émission Tout le monde veut prendre sa place, mais il a sabordé cette tentative, arguant qu'à l'instar de Groucho Marx, il ne rejoindrait jamais un club qui voudrait de lui comme membre.
Le 21 avril 2011, il a reçu lors d'une soirée où NRJ récompense « le meilleur du pire » de la télévision belge un trophée, La mouche d'or de la personne qui pourrait peut-être un jour convaincre la RTBF que Jean-Louis Lahaye n'est pas obligé d'animer 100 % des primes de l'année sur la chaîne publique.

## Publicité
En 2011, il joue dans une série de publicités pour les hamburger Charal sous la direction du réalisateur belge Olivier Van Hoofstadt.